# Kategoria e parë
Kategoria e parë ist die zweithöchste professionelle Spielklasse des albanischen Fußballs. Bis zur Einführung der Kategoria Superiore 1998 wurde die höchste Spielklasse unter diesem Namen ausgetragen. Ausgerichtet wird die Liga von der Federata Shqiptare e Futbollit.

## Modus
Seit der Saison 2021/22 wird die Kategoria e parë wieder eingleisig geführt. Die Mannschaften spielen zunächst in Hin- und Rückspielen gegen die anderen Teilnehmer. Nach Abschluss der regulären Saison steigen die beiden Bestplatzierten direkt in die Kategoria Superiore auf. Die Mannschaften auf den Plätzen 3 bis 6 spielen anschließend in Play-offs, um den Teilnehmer an der Relegation zu ermitteln. In dieser trifft der Sieger der Play-offs auf den Achtplatzierten der Kategoria Superiore. Der Sieger dieses Spiels komplettiert die höchste Spielklasse. Die letzten 4 der regulären Saison steigen direkt in die Kategoria e dytë ab. Zwei weitere Mannschaften müssen jeweils in einem Relegationsspiel gegen eine Mannschaft der unteren Liga antreten, um den Abstieg zu vermeiden.

## Geschichte
Modus und Teilnehmerzahl wurden mehrmals geändert. Bis 2003 hatte die Kategoria e parë stets wechselnde Teilnehmerzahlen und Anzahl von Gruppen. Der Höhepunkt wurde dabei 2002/03 erreicht, als 35 Vereine in 3 Gruppen eingeteilt wurden. Zur folgenden Saison (2003/04) wurde die Liga auf 10 Mannschaften reduziert und fortan eingleisig geführt. Bis zur Saison 2007/08 wuchs die Teilnehmerzahl schrittweise auf 18 Mannschaften, in den folgenden Jahren wurde die Liga mit 16 Teilnehmern ausgetragen. Im Jahr 2014 erfolgte schließlich die erneute Trennung in zwei Gruppen à 10 Mannschaften, in denen jedes Duell dreifach ausgetragen wurde. 2016 wurde wiederum der Modus abgeändert, sodass nach den Gruppen mit Hin- und Rückspiel eine Meister- und Abstiegsrunde gespielt wurde. Dieser Modus hatte schließlich bis 2021 bestand, bis die Liga wieder auf Eingleisigkeit reduziert wurde. Ab 2022 wurde die Reduzierung stufenweise auf 12 Mannschaften in der Saison 2023/24 abgeschlossen.

## Vereine 2025/26
Folgende Vereine spielen in der Saison 2025/26:
| Verein                   | Ort         | Stadion                         |
| ------------------------ | ----------- | ------------------------------- |
| KF Apolonia Fier         | Fier        | Loni-Papuçiu-Stadion            |
| KS Besa Kavaja           | Kavaja      | Besa-Stadion                    |
| KS Burreli               | Burrel      | Liri-Ballabani-Stadion          |
| KS Kastrioti Kruja       | Kruja       | Redi-Maloku-Stadion             |
| KS Korabi Peshkopi       | Peshkopia   | Korab-Stadion                   |
| FK Kukësi                | Kukës       | Zeqir-Ymeri-Stadion             |
| KF Laçi                  | Laç         | Laç-Stadion                     |
| KS Lushnja               | Lushnja     | Abdurrahman-Roza-Haxhiu-Stadion |
| KS Pogradeci             | Pogradec    | Gjorgji-Kyçyku-Stadion          |
| KF Skënderbeu Korça      | Korça       | Skënderbeu-Stadion              |
| KS Iliria                | Fushë-Kruja | Fushë-Kruja-Stadion             |
| AF Luftëtari Gjirokastra | Gjirokastra | Stadion Gjirokastra             |

## Meister
| - 1998/99: KS Luftëtari Gjirokastra - 1999/00: KS Besëlidhja Lezha - 2000/01: FK Partizani Tirana - 2001/02: KF Elbasani - 2002/03: KS Egnatia Rrogozhina - 2003/04: KF Laçi - 2004/05: KS Besa Kavaja - 2005/06: KS Flamurtari Vlora - 2006/07: Skënderbeu Korça | - 2007/08: KS Bylis Ballsh - 2008/09: KF Laçi - 2009/10: KS Bylis Ballsh - 2010/11: KS Pogradeci - 2011/12: KS Luftëtari Gjirokastra - 2012/13: KS Lushnja - 2013/14: KF Elbasani - 2014/15: KS Bylis Ballsh - 2015/16: KS Luftetari Gjirokastra | - 2016/17: KS Kamza - 2017/18: KF Tirana - 2018/19: KS Bylis Ballsh - 2019/20: KF Apolonia Fier - 2020/21: KS Egnatia Rrogozhina - 2021/22: KS Bylis Ballsh - 2022/23: Skënderbeu Korça - 2023/24: KF Elbasani |